# Superdiep boorgat van Kola

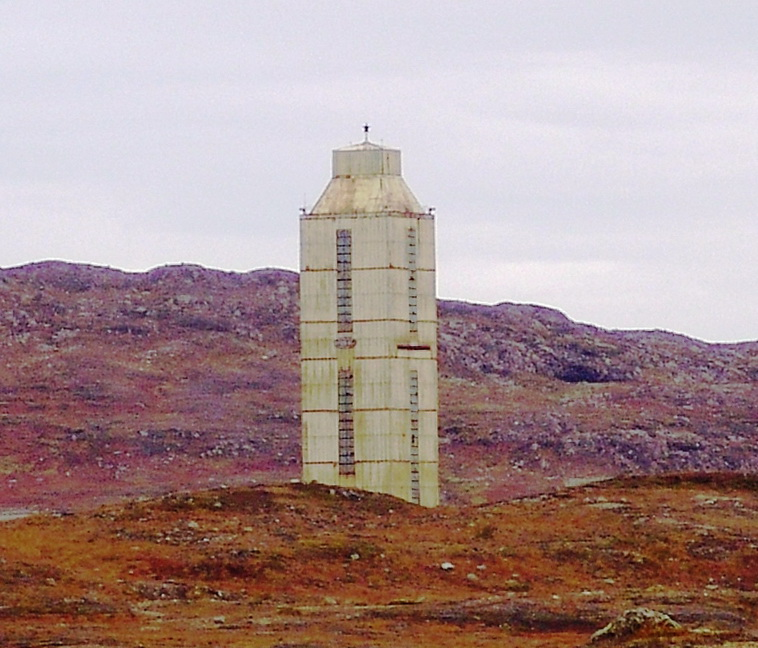
Superdiep boorgat van Kola, 2007

Het superdiepe boorgat van Kola (Russisch: Кольская сверхглубокая скважина; Kolskaja sverchgloebokaja skvazjina) is een door Rusland gefinancierd project om in de aardkorst te boren. Het begon in 1970 op het schiereiland Kola, door een aantal boorgaten te boren vanuit een centraal punt. Het diepste, SG-3, werd afgerond in 1994, waarmee een gat van 12.262 meter diep was gecreëerd, het diepste gat ooit gemaakt door mensen.

## Doel
Het project is gebruikt voor meerdere uitgebreide geofysische studies. Dit onderzoek betrof de diepliggende structuur van de Baltische plaat; seismologische onregelmatigheden en de warmteverdeling in de aardkorst; de fysieke en chemische samenstelling van de diepe aardkorst en de overgang tussen de hogere en lagere aardkorst; lithosferische geofysica en het creëren en ontwikkelen van technologie voor diep geofysisch onderzoek.

## Geschiedenis
Het project werd voor het eerst voorgesteld in 1962 en werd toegewezen aan de Interdepartementale Wetenschappelijke Raad voor de Studie van het Binnenste van de Aarde en Superdiep Boren (Межведомственный научный совет по проблемам изучения недр Земли и сверхглубокого бурения). De boorlocatie werd in 1965 gekozen in het noordwesten van de Sovjet-Unie, 10 kilometer noordelijk van de stad Zapolyarny.

## Bevindingen
Het boorgat penetreert ongeveer een derde deel van het Baltische Schild van de continentale korst, waarvan wordt aangenomen dat deze ongeveer 35 kilometer diep is. Op de bodem van het boorgat is de rots 2,7 miljard jaar oud. Aanvankelijk was het plan tot 15.000 meter te boren, maar men gaf op na 24 jaar en 12.262 meter. Dit kwam voornamelijk door de hoge temperatuur van 180°C, veel hoger dan de verwachte 100 °C. Als men door zou boren naar 15.000 meter zou de temperatuur waarschijnlijk oplopen tot 300°C, te heet voor de boorkop.
Een van de meest fascinerende bevindingen voor wetenschappers was dat de verandering van seismische snelheden niet werd gevonden bij een grens die de hypothetische overgang van Jeffreys van graniet naar basalt aangaf. Ze werd gevonden bij een laag metamorf gesteente die lag tussen 5 en 10 kilometer onder de oppervlakte.
De rots was daar grondig gebarsten en verzadigd met water, wat verrassend was. Dit water, dat in tegenstelling tot oppervlaktewater uit diepe-korstmineralen moet zijn gekomen, had de oppervlakte niet kunnen bereiken door een laag van ondoordringbare rots.
De Sovjets moesten al hun vindingrijkheid aanwenden om tot deze diepten te boren, aangezien niemand anders het ooit eerder had gedaan. Hun belangrijkste innovatie was dat, in plaats van de boorkop te laten draaien door de boorstang te roteren, de boorkop werd aangedreven door de stroming van de boorvloeistof. Hierdoor hoefde de 12 kilometer lange boorstang niet mee te draaien.

## Huidige status
De locatie werd tot eind 2005 beheerd door het Staatswetenschappelijk Project voor Superdiep Boren en Complexe Onderzoeken in het Binnenste van de Aarde (GNPP Nedra) en het Diep Geolaboratorium. Gebrek aan financiering leidde eind 2005 tot sluiting van het complex. Het is nu een ruïne.

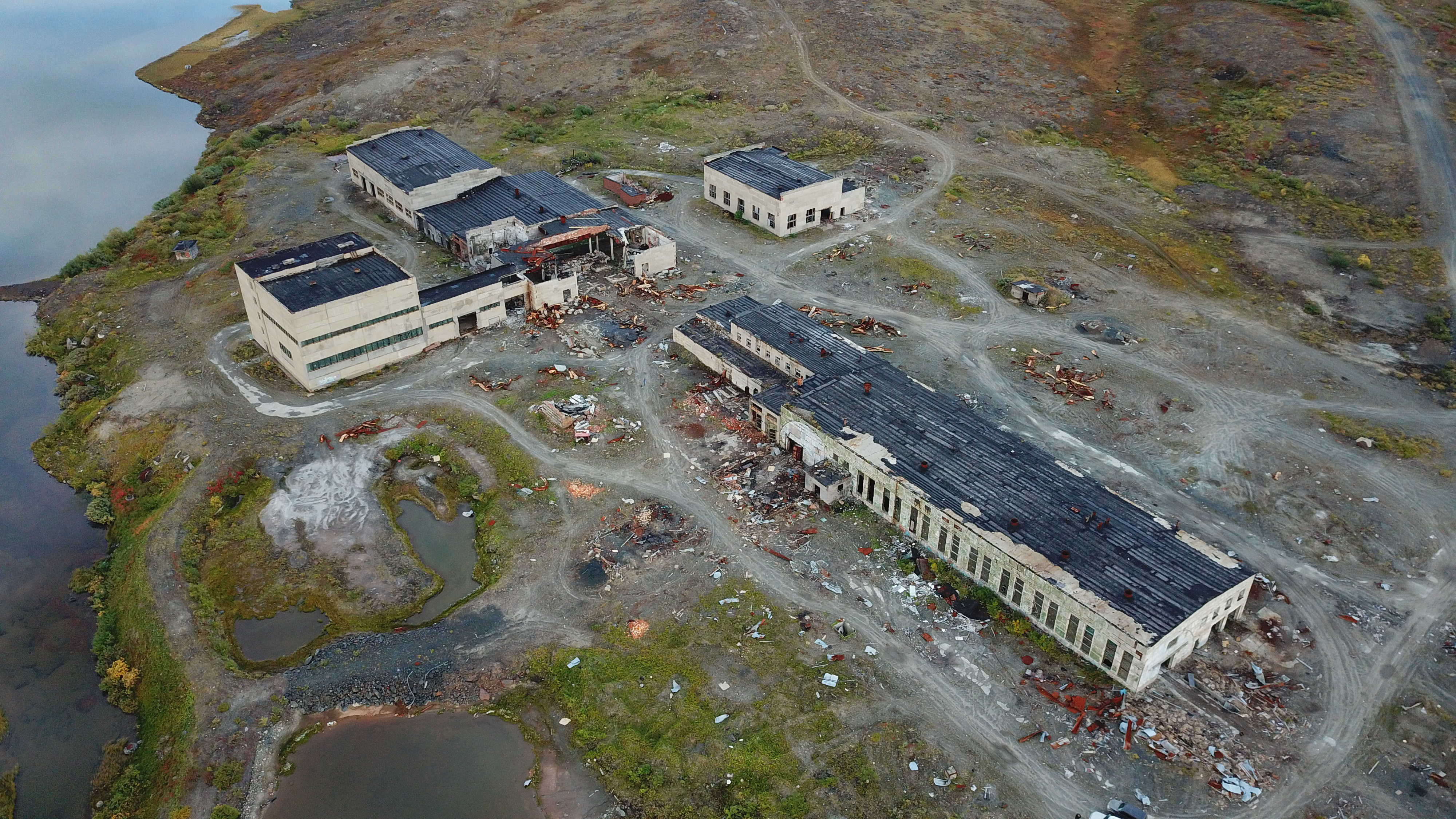
Restanten van de boorlocatie anno 2020.
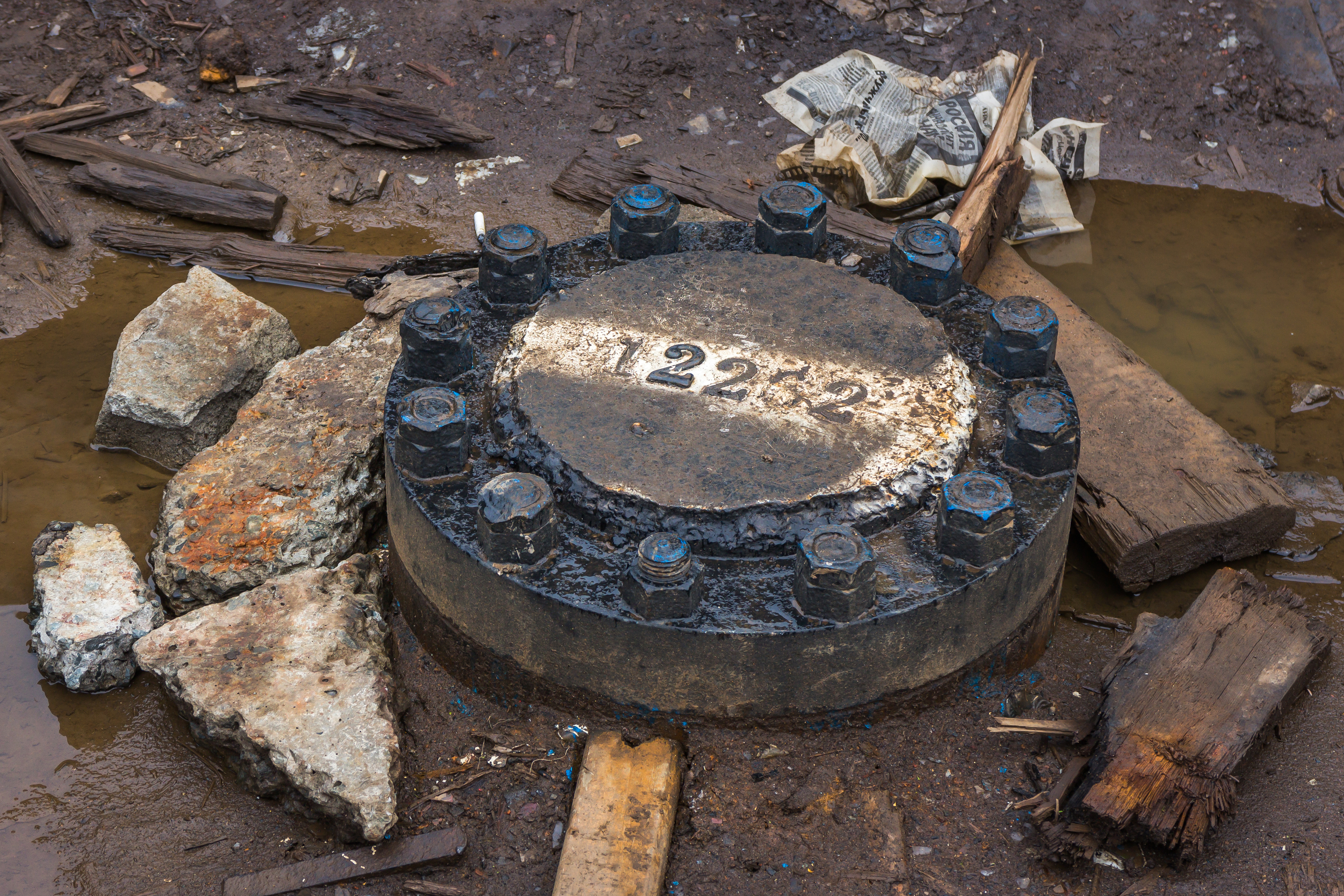
Afgesloten boorgat
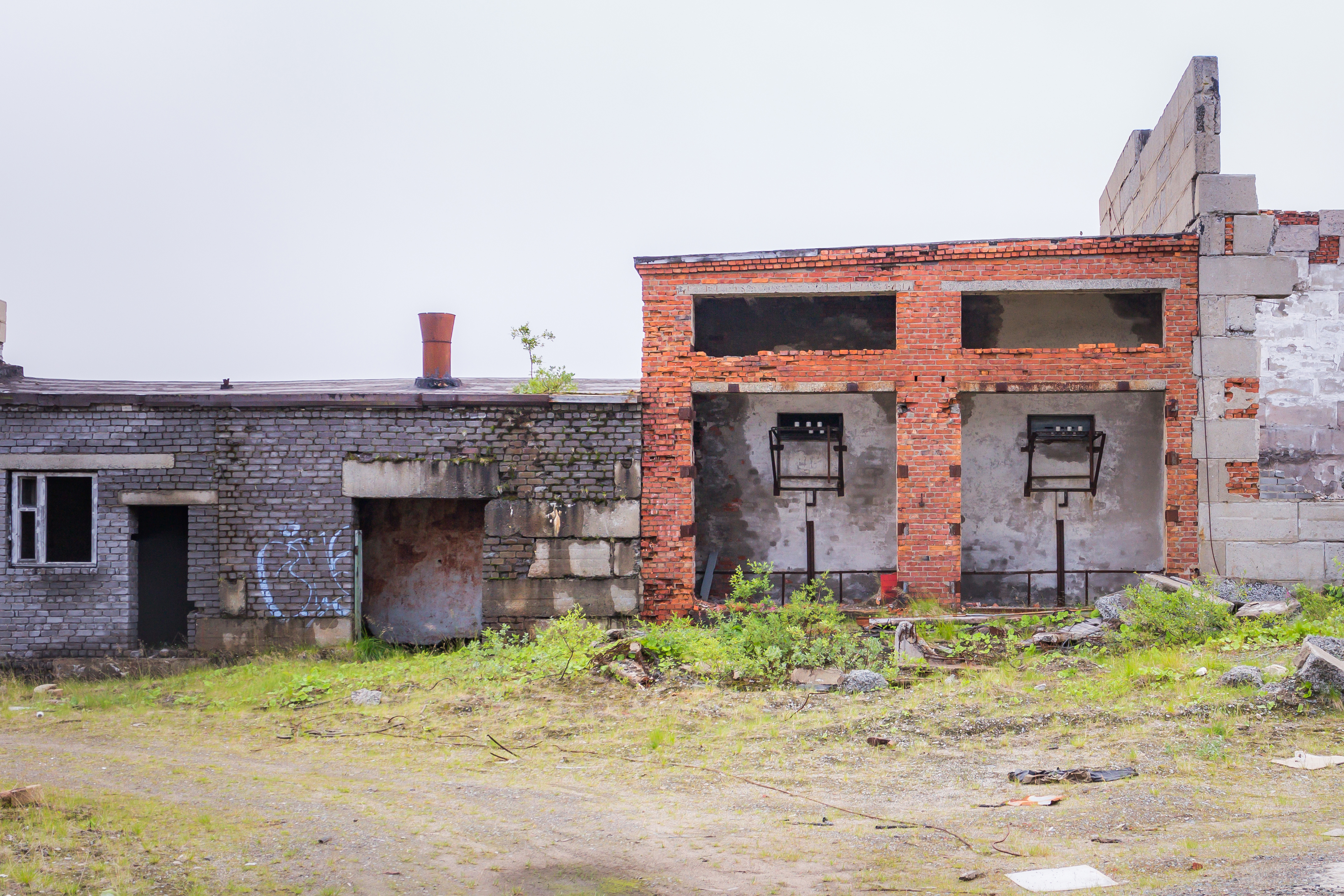
Anno 2022
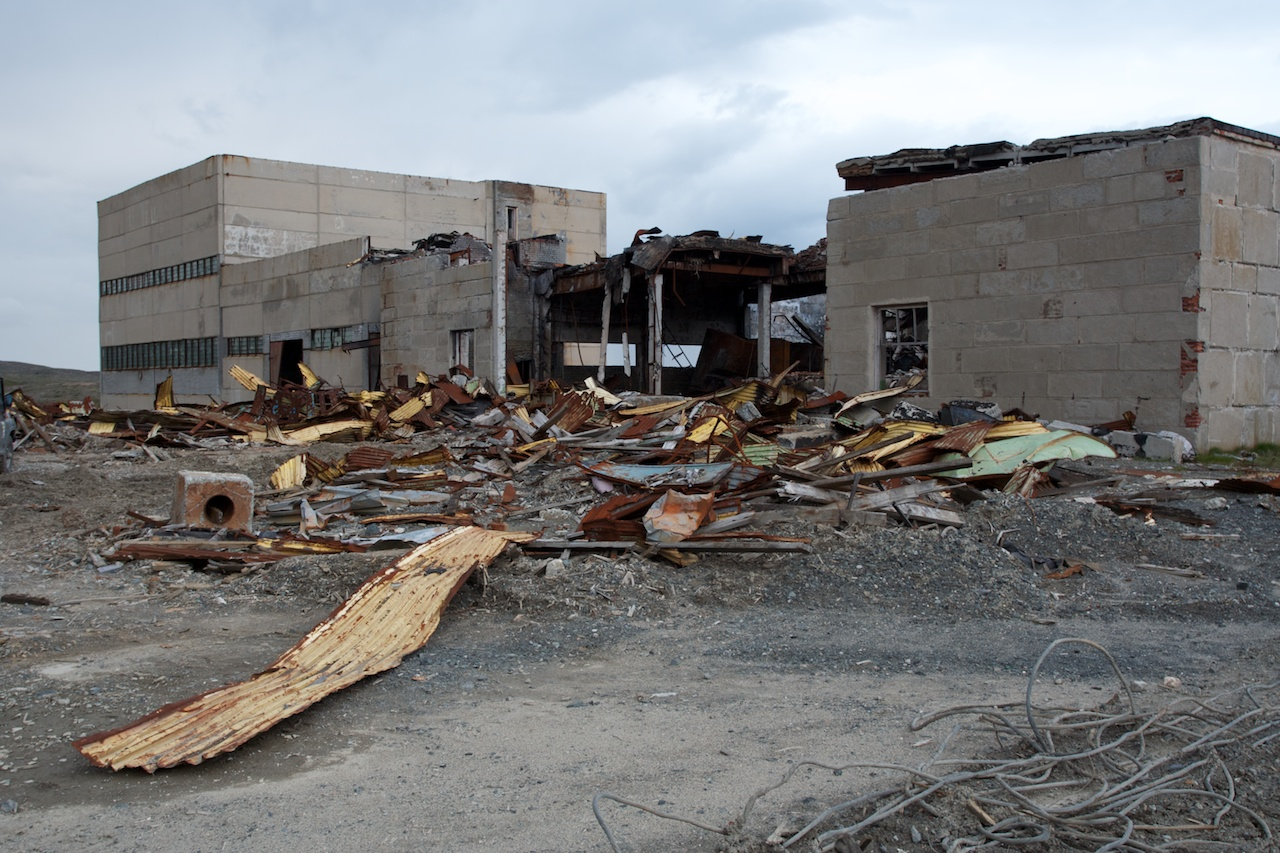
Anno 2012

## Andere projecten
De Verenigde Staten begonnen een gelijksoortig project in 1957, Project Mohole, dat door de dunnere oceanische korst van de Grote Oceaan bij Mexico moest boren. Dit werd echter stopgezet in 1966 vanwege oplopende kosten en slecht management.
Projecten die daarna gestart zijn, zijn onder andere:
- Deep Sea Drilling Program (1968 - 1983)
- Ocean Drilling Program (1985 - 2003)
- Integrated Ocean Drilling Program (2003 - )
- International Continental Scientific Drilling Program

## Trivia
- In 1990 bracht de Noor Aage Rendalen het verzonnen verhaal in omloop dat de Russen tijdens het boren op de Hellepoort gestuit zouden zijn. Dit verhaal is als broodjeaapverhaal een eigen leven gaan leiden.[1][2]
- Een val door het gat van 12.262 meter zou bij verwaarloosbare luchtwrijving een verwachte duur hebben van
 {\displaystyle {\sqrt {\frac {12.262m\times 2}{9{,}81m/s^{2}}}}\approx {\sqrt {2500s^{2}}}=50} seconden.